# Heinkel HE 57
Die Heinkel HE 57 „Heron“ war der erste Versuch Ernst Heinkels, im Metallflugzeugbau Fuß zu fassen. Die erste Version des Amphibienflugzeugs war zu schwer geraten und konnte bei den „Rollversuchen“ im April 1930 nicht vom Wasser abheben.
Im Dezember 1930 ging das komplett umkonstruierte Modell erneut in die Flugerprobung und erhielt im Mai 1931 die Zulassung. Ein kommerzieller Erfolg wurde die Maschine aber nicht, Heinkel konnte lediglich ein Exemplar verkaufen (an die Deutsche Verkehrsfliegerschule auf Sylt). Nach einer Bruchlandung am 30. Juli 1937 wurde die „Heron“ verschrottet.

## Technische Daten

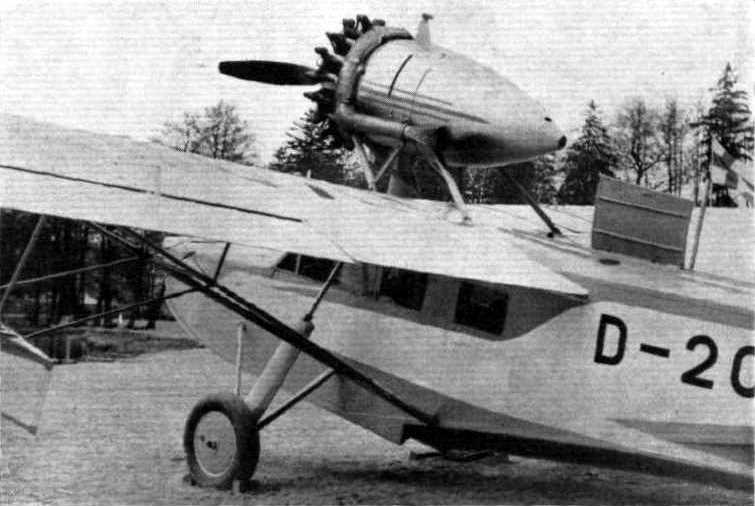
Heinkel HE 57, Stockholm International Aero Show, 29. Mai 1931

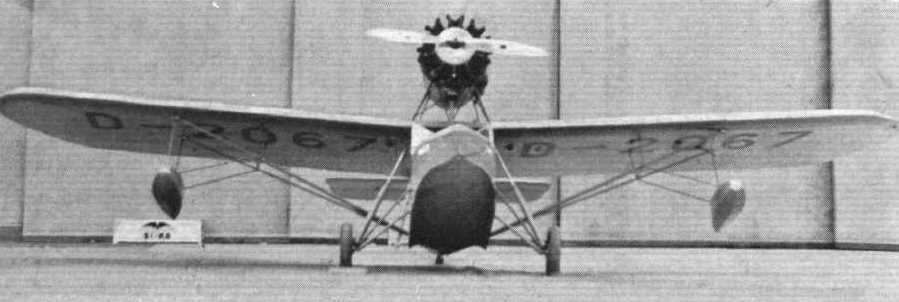
Heinkel HE 57, Stockholm International Aero Show, 29. Mai 1931

| Kenngröße             | Daten                                                                            |
| --------------------- | -------------------------------------------------------------------------------- |
| Länge                 | 11,85 m                                                                          |
| Spannweite            | 16,00 m                                                                          |
| Höhe                  | 3,76 m (ohne Fahrgestell) 4,50 m (mit Fahrgestell)                               |
| Flügelfläche          | 39,20 m²                                                                         |
| Flügelstreckung       | 6,5                                                                              |
| Flächenbelastung      | 66,0 kg/m²                                                                       |
| Leistungsbelastung    | 6,5 kg/PS                                                                        |
| Leermasse             | 1820 kg                                                                          |
| Zuladung              | 780 kg                                                                           |
| Startmasse            | 2600 kg                                                                          |
| Antrieb               | ein luftgekühlter 9-Zylinder-Sternmotor Pratt & Whitney Wasp mit 425 PS (313 kW) |
| Höchstgeschwindigkeit | 185 km/h in Seehöhe                                                              |
| Landegeschwindigkeit  | 94 km/h                                                                          |
| Steigzeit             | 8 min auf 1000 m Höhe                                                            |